# 南子吝
25°07′12″N 121°53′18″E / 25.12009°N 121.88825°E
南子吝，原寫作南仔吝，是新北市瑞芳區的一個傳統地域名稱，位於該區北部偏東。相較於今日行政區，其範圍大致為南雅里西北半部。

## 名稱
地名由來說法不一，主要有以下說法。
1. 源於台語對巴賽語部落名稱的音譯，原本意義不明[3]。南仔吝（Lâm-á-līn）俗念作「南仔面」（Lâm-á-bīn）[2]。
2. 源於台語「南仔面」（Lâm-á-bīn），意指該地位於水南洞往鼻頭角的保甲路南面[4]

## 歷史
台灣清治時期以前，三貂嶺地區為巴賽族三貂社（基瓦諾灣社，巴賽語：Kivanowan）的生活領域；三貂社後來分成四個小部落，即舊社庄（社里庄）、望遠坑庄、福隆庄、南仔吝庄，被漢人合稱為「三貂四社」或「三貂四庄」。
清道光年間福建移民李新南開墾南仔吝、哩咾。因李新南無子嗣，後改由林九班接手開闢，以耕作梯田、捕魚為業，居民以林姓最多。
清治末期至日治初期，南仔吝庄隸屬於基隆堡。該庄北邊臨東海，東與草山庄為鄰，南邊為燦光藔庄，西南邊一小段與武丹坑庄為界，西邊與九份庄、水南洞庄為鄰。
1901年（明治34年）11月，南仔吝庄隸屬於基隆廳，編入第三區。1905年（明治38年）7月，第三區改名「瑞芳區」。1920年（大正9年），該庄改制並雅化為「南子吝」大字，隸屬於臺北州基隆郡瑞芳街，大字下有「南子吝」、「哩咾」小字名。
1946年，瑞芳街改制為瑞芳鎮，隸屬於臺北縣，「南子吝」與「草山」大字合併為南雅里。2010年12月，臺北縣升格為新北市，瑞芳鎮改制為瑞芳區。

## 地理
南子吝地處基隆北海岸，北面東海，南面緊鄰丘陵地，海濱腹地狹窄。海岸又受東北季風驅動的強烈海浪侵蝕，形成豐富的海蝕地形。南子吝南側山勢陡峭，有多股稜線從海平面一路爬升至海拔700多公尺的草山、燦光寮山。水文部分，昔日南子吝庄所轄範圍大致屬於半屏溪流域，半屏溪發源於燦光寮山－草山鞍部，沿線有多處瀑布，穿越禮樂煉銅廠遺址、台2線之後入海，主流長度約3.8公里。另有一條無名溪溝流經聚落，匯入南雅漁港。

## 交通
省道台2線（北部濱海公路、路名為南雅路）橫貫南子吝聚落，往西可至基隆市、新北市金山、石門、淡水等地，往東轉南可至宜蘭縣的頭城、蘇澳等地。
台灣好行黃金福隆線（新北市區公車856路）在南子吝設有「南雅南新宮」一站。

## 教育
- 欽賢國中鼻頭分校

## 產業
由於腹地的限制，南子吝的產業侷限於漁業、礦業，主要產業設施有：
- 南雅漁港：興建於1961年，產透抽、紅目鰱、白帶魚等[10]。
- 禮樂煉銅廠：位於南子吝西邊的哩咾，生產電解銅與硫酸，曾釀污染事件，1990年結束營業。

## 觀光
- 南子吝步道：為南子吝山的登山步道，單程1公里，高程差僅200公尺，可觀賞山海絕景，登頂後可接續黃金十大稜線之中的「黃金七稜」（南子吝山稜），並連接劍龍稜－茶壺山等步道[11]。
- 南雅奇岩：位於南雅漁港東側，為一海蝕平台，有造形奇特多變的巨岩地貌，被冠以饒富趣味的稱呼，例如霜淇淋岩、竹筍岩及海狗岩等等。目前開闢為南雅地質步道，全長約0.6公里[12]。
- 半屏溪：為知名溯溪路線，沿線有半屏大瀑布、老鬼瀑布、小鬼瀑布、大鬼瀑布等景觀。由於半屏溪谷的斷崖類似錐麓古道 ，故有「小錐麓」之暱稱[13]。
- 石梯坑古道：黃金十大稜線中的「黃金八稜」[14]。